# 우광야
우광야(중국어 간체자: 邬光亚, 정체자: 鄔光亞, 1990년 7월 31일 ~ )는 중국의 바둑 기사이다.

## 약력
- 2011년 제3회 BC카드배 32강
- 2012년 바이링배 64강, 제17회 LG배 32강
- 2013년 삼성화재배 4강 진출(이세돌에게 1:2로 패배)
- 2014년 제15회 이광배 준우승 (대 롄샤오)